# 13. децембар
13. децембар (13.12.) је 347. дан године по грегоријанском календару (348. у преступној години). До краја године има још 18 дана.

## Догађаји
- 1545 — Тридентски концил, који је у мају 1542. сазвао папа Павле III, почео рад, Екуменски концил, на којем је до краја изграђен статус католичке цркве као догматске, противреформацијске, милитантне установе с папом-аутократом на челу, с прекидима заседао до 1563 — На основу закључка овог скупа вођен противреформацијски покрет који је довео до Тридесетогодишњег рата прокатоличких и протестантских снага у Европи, од 1618. до 1648.
- 1570 — Миром у Шћећину је окончан Северни седмогодишњи рат, a Данска је признала независност Шведске.
- 1642 — Холандски морепловац Абел Тасман открио Нови Зеланд, али се није искрцао из страха од ратоборних домородаца, па је заслуга за откриће припала Енглезу Џејмсу Куку, који се 1769. искрцао на једно од новозеландских острва.
- 1806 — Српски устаници у Првом српском устанку ослободили београдску варош и натерали Турке да се повуку у Београдску тврђаву. Тврђава је освојена почетком 1807, а по слому устанка 1813. Турци су поново заузели Београд.
- 1877 — Српски краљ Милан Обреновић, на позив Русије, по други пут објавио рат Отоманском царству. У марту 1878. рат завршен мировним споразумом Русије и Турске у Сан Стефану, којим је Русија покушала да оствари премоћ на југу Балкана.
- 1921 — САД, Велика Британија, Француска и Јапан потписали Вашингтонски уговор о међусобном поштовању острвских поседа у Пацифику.
- 1937 —

- Јапанске трупе окупирале кинески град Нанкинг и у наредних шест седмица побиле око 200.000 Кинеза, махом цивила, а крвопролиће ушло у историју као "силовање Нанкинга".
- Основана је државна индонежанска новинска агенција Антара.

- 1939 — У првој великој поморској бици у Другом светском рату британске крстарице "Ексетер", "Ајакс" и "Ахил" код залива Ла Плата у Атлантском океану тешко оштетиле и онеспособиле немачки бојни брод "Граф Шпе", који је током гусарског крстарења у јужном Атлантику и Индијском океану претходно потопио девет трговачких бродова.
- 1944 — Јапански авион напуњен експлозивом, којим је управљао пилот-самоубица, у Другом светском рату ударио у америчку крстарицу "Нешвил" и усмртио 133 члана посаде.
- 1967 — Војна хунта у Грчкој спречила контраудар, а краљ Константин, приморан да напусти Грчку, побегао с породицом у Рим.
- 1978 — Фудбалски клуб Партизан освојио Средњоевропски куп.
- 1981 — Генерал Војћех Јарузелски завео ратно стање у Пољској, забрањен рад независног синдиката "Солидарност", а на хиљаде синдикалних активиста притворено.
- 1982 — У земљотресу у Северном Јемену, у провинцији Дамар, на стотинак километара југоисточно од главног града Сане, погинуло 3.000 људи.
- 1988 — У Конгу потписан протокол Анголе, Кубе и Јужне Африке, уз посредовање СССР и САД, којим је отворен пут ка независности Намибије и окончању грађанског рата у Анголи, започетог 1975.
- 1991 — Бивше совјетске републике Казахстан, Киргизија, Таџикистан, Туркменистан и Узбекистан одлучиле да се прикључе Заједници Независних Држава.
- 1996 — Кофи Анан изабран за генералног секретара Уједињених нација. Са обављањем ове дужности почео 1. јануара 1997.
- 2000 — Председник Русије Владимир Путин дошао на Кубу у прву посету једног руског државника Фиделу Кастру од распада СССР 1991.
- 2001 — У самоубилачком нападу екстремиста на зграду индијског парламента у Њу Делхију убијено 13 особа. За напад осумњичени муслимански сепаратисти који се од 1989. боре против индијских власти у Џаму и Кашмиру.
- 2002 — На самиту у Копенхагену Европска унија донела одлуку о проширењу Уније за 10 држава, а то су Пољска, Чешка, Мађарска, Словенија, Словачка, Естонија, Летонија, Литванија, Кипар и Малта, 1. маја 2004.
- 2003 — Амерички војници су током операције Црвена зора пронашли и заробили бившег ирачког председника Садама Хусеина.

## Рођења
- 1553 — Анри IV, француски краљ (1589—1610). (прем. 1610)
- 1797 — Хајнрих Хајне, немачки књижевник. (прем. 1856)[1]
- 1810 — Никанор Грујић, српски писац, песник, преводилац, црквени говорник и владика. (прем. 1887)[2]
- 1887 — Ђерђ Поја, мађарски математичар. (прем. 1985)[3]
- 1902 — Талкот Парсонс, амерички социолог. (прем. 1979)
- 1912 — Душан Антонијевић,  југословенски и српски филмски и позоришни глумац. (прем. 1986)[4]
- 1923 — Филип Ворен Андерсон, амерички физичар, добитник Нобелове награде за физику (1977).  (прем. 2020)[5]
- 1925 — Дик ван Дајк, амерички глумац, комичар, писац, певач и плесач.[6]
- 1929 — Кристофер Пламер, канадски глумац. (прем. 2021) [7]
- 1933 — Џек Хиршман, амерички песник и друштвени активиста. (прем. 2021)
- 1947 — Ера Ојданић, српски певач.[8]
- 1949 — Александар Тијанић, српски новинар. (прем. 2013)
- 1957 — Стив Бусеми, амерички глумац, редитељ, сценариста и продуцент.[9]
- 1966 — Јуриј Здовц, словеначки кошаркаш и кошаркашки тренер.[10]
- 1967 — Џејми Фокс, амерички глумац, музичар, музички продуцент и комичар.[11]
- 1975 — Том Делонг, амерички музичар, писац, глумац, редитељ, сценариста и музички и филмски продуцент.
- 1978 — Никола Вујовић, српски глумац.
- 1981 — Ејми Ли, америчка музичарка, најпознатија као суоснивачица и певачица групе Evanescence.[12]
- 1984 — Санти Казорла, шпански фудбалер.[13]
- 1989 — Стефан Бирчевић, српски кошаркаш.[14][15]
- 1989 — Микел Ланда, шпански бициклиста.[16]
- 1989 — Тејлор Свифт, америчка музичарка, музичка продуценткиња и глумица.[17]
- 1993 — Данијела Колинс, америчка тенисерка.
- 1998 — Осман Букари, гански фудбалер.

## Смрти
- 1204 — Мојсије Мајмонид средњовековни јеврејски филозоф, теолог, математичар, астроном и лекар. (рођ. 1135)[18]
- 1784 — Самјуел Џонсон, енглески песник и лексикограф. (рођ. 1709)[19]
- 1881 — Аугуст Шеноа, хрватски писац. (рођ. 1838)[20]
- 1908 — Елодија Лотон, британска публицисткиња и преводилац. (рођ. 1825)[21]
- 1931 — Ђорђе Магарашевић, српски професор, филолог и књижевни историчар. (рођ. 1857)[22]
- 1992 — Александар Тирнанић, српски и југословенски фудбалер. (рођ. 1910)[23]
- 1999 — Стане Доланц, словеначки политичар. (рођ. 1925)[24]
- 2003 — Ханс Хотер, аустријски оперски певач немачког порекла. (рођ. 1909)
- 2010 — Ричард Холбрук, амерички дипломата. (рођ. 1941)[25]
- 2018 — Божидар Стошић, југословенски и српски глумац. (рођ. 1937)[26][27]

## Празници и дани сећања
- Српска православна црква данас прославља
  - Свети апостол Андреј Првозвани